# 江角マキコの恋愛の科学
『江角マキコの恋愛の科学』（えすみマキコのれんあいのかがく）は、1998年10月15日から1999年3月25日までフジテレビ系列局で放送されたフジテレビ製作のバラエティ番組である。放送時間は毎週木曜 23時00分 - 23時20分、フジテレビ系全国ネットの深夜番組放送枠『バラパラ』木曜の番組として放送。

## 概要
恋愛博士・江角マキコと秘書ロボ・ミヤカワ（宮川賢）が男性ゲストを迎えて心理実験を行い、恋愛心理を徹底解剖していた番組である。視聴率的には当時のバラパラ枠では最も高かったものの、元々2クールの予定だったために半年で終了した。
1998年12月31日には、21時00分から22時30分まで放送の90分スペシャルも放送された。この90分スペシャルでは編成の関係上、クロスネット局のテレビ大分とテレビ宮崎でも同時ネットで放送された。
終了後の2000年1月2日には、23時45分から0時45分まで放送の復活スペシャルが放送された。この日はその前の21時04分 - 23時30分にも江角主演ドラマ『ショムニ』（新春ドラマスペシャル）が放送、2本の江角メイン番組が放送された。
なお、メインの江角はその後、2006年に『グータンヌーボ』（関西テレビ）がスタートしたことにより7年ぶりにバラパラ枠に復帰している。

## 出演者
- 江角マキコ
- 宮川賢
- 高乃麗（ナレーター）

## スタッフ
- 企画：河毛俊作・石原隆・藤山太一郎（フジテレビ）／鈴木専哉（フジテレビ、スペシャル）
- 構成：高瀬真尚、吉野宏、尾首大樹、高橋松博
- リサーチ：喜多あおい、大島祐紀子、斉藤道子
- 演出補：宮森英生、川平秀二
- アシスタントプロデューサー：藤井朗子
- ディレクター：山下美紀子、馬越崇史
- 演出：井上晃一
- プロデューサー：小島美佳
- 技術協力：八峯テレビ、FLT、IMAGICA、笑カンパニー、サウンドプロ企画
- 美術協力：フジアール
- 制作：フジテレビ、ジーワン